# Fuji Television
A Fuji Television Network, Inc. (株式会社フジテレビジョン; Hepburn: Kabushiki Gaisha Fuji Terebijon), más néven Fuji TV (フジテレビ; Hepburn: Fuji Terebi) vagy CX daibai (Tokió, Minato) székhelyű japán televízióadó, a Fuji News Network (FNN) és a Fuji Network System hálózatok első számú adója.
A Fuji Television három fizetős televízióadót is üzemeltet „Fuji TV One” („Fuji TV 739” — sportműsorok, varieték), „Fuji TV Two” („Fuji TV 721” — drámák, animék) és „Fuji TV Next” („Fuji TV CSHD” — élő prémium műsorok) néven (együttes nevük: Fuji TV OneTwoNext), melyek mindegyike elérhető nagyfelbontásban is. A vállalat tulajdonosa a Fuji Media Holdings, Inc., a Fujisankei Communications Group holding cége.

## Irodái
A cég székhelye Tokió, Minato kerületében, a Daiba mesterséges szigeten található. A vállalat kanszai irodája Oszaka Kita-ku kerületében, a dódzsimai Aqua Dojima East, míg a nagojai irodája Nagoja, Higasi-ku kerületében, a Higasi-szakura-i Telepia épületében van.

## Története
A Fuji Television Networköt 1957. november 18-án alapították, a műsorszórást 1959. március 1-jén kezdte meg. A Fuji TV 1959 júniusában hálózatot alkotott a Tokai TV, a Kansai TV és a KBC Television televízióadókkal. 1966 októberében megalapították Fuji News Network (FNN) hírhálózatot, amely a helyi adókkal cserél híreket.
A Fuji TV 1986. április 1-jén leváltotta a cég régi „Channel 8” logóját a Fujisankei Communications Group által használt „Medama” logóra. Az adó 1986-ban és 1987-ben közreműködött a Nintendóval az All Night Nippon Super Mario Bros. és Jume kodzso: Doki doki Panic című Famicom-játékok elkészítésében. Az All Night Nippon Super Mario Bros. a Super Mario Bros. átalakított változata volt néhány apró változtatással, így például bizonyos pályát a Super Mario Bros.: The Lost Levels játékból kiemelt pályákra cseréltek, illetve bizonyos ellenfeleket japán hírességekre cseréltek le. A Jume kodzso: Doki doki Panic később a Super Mario Bros. 2 alapja lett, ami a következő évben jelent meg.
Az adó 1987 októberében elkezdte a késő esti és kora reggeli idősávjait JOCX-TV2 („alternatív JOCX-TV”) név alá besorolni, hogy népszerűsítse a hagyományosan veszteséges idősávokat és, hogy lehetőséget adjon a fiatal tartalomkészítőknek az új ötleteik kivitelezésére. A JOCX-TV2 számos kísérleti jellegű alacsony költségvetésű műsort adott le ezen és az ezt követő nevek alatt, az egyik nevesebb példa erre a Zuiikin’ English, melyet 1992 tavaszán sugároztak. A JOCX-TV2 megnevezést 1988 októberében JOCX-TV+ névre cserélték, ami 1991 szeptemberéig futott így, amíg 1991 októberében a Garden/JOCX-Midnight le nem váltotta. A Garden/JOCX-Midnight megnevezést 1992 szeptemberében a Jungle váltotta, ami 1993 szeptemberéig futott ezen a néven. A JOCX-Midnight nevet 1993 októberében vezették be a korábbi Jungle leváltására, ez 1996 márciusáig futott, amikor a Fuji TV úgy döntött, hogy a továbbiakban nem ad nevet a késő esti, korai reggeli idősávjainak.
A vállalat 1997. március 10-én áthelyezte a Kavada-csó-i (Sindzsuku) székhelyét Odaibába (Minato), egy a Tange Kenzó által tervezett új épületbe.
A Fuji TV 2002 óta a Clarion Girl verseny társszponzora, melyet évente rendeznek meg, hogy kiválasszák ki képviselje a Clariont a következő évben annak autós hangtermékeinek televíziós és nyomtatott reklámjaiban.
A cég 2006. március 3-án konszolidálta a Nippon Broadcasting Holdings műsorszórási céget, melyet két nappal korábban felvásárolt a Nippon Broadcasting System. 2008. október 1-jén az egykori Fuji TV tanúsított műsorszolgáltató holdingtársaság lett Fuji Media Holdings, Inc. (株式会社フジ・メディア・ホールディングス; Hepburn: Kabushiki gaisha Fuji Media Hōrudingusu) név alatt és az újonnan alapított Fuji Television Network Inc. átvette a műsorszórási üzletet.
A Fuji TV, amely 1987 óta közvetíti Japánban a Formula–1-et, és a Formula–1-nagydíjak egyetlen médiaszponzora. A Fuji TV számos Formula–1-videójátékot is licencelt, így többek között a Human Grand Prix IV: F1 Dream Battle-t is.

## Botrányok
2011. augusztus 7-én és 21-én a Japanese Culture Channel Sakura és más jobboldali csoportok több, mint 2000 tüntetője vonult ki a Fuji Television és a Fuji Media Holdings odaibai székhelye elé, hogy tiltakozzanak a hálózat megnövekedett számú koreai tartalmai, az információmanipulálásai és a japán emberekkel szemben tanúsított sértő lekezelései miatt. A Channel Sakura az „árulók hálózatának” hívta a Fuji TV-t a tüntetései során.
A Fuji TV 2015. június 29-én elnézést kért, amiért korábban egyik műsoruk alatt olyan pontatlan feliratot adott le, amelyben az utcán megkérdezett dél-koreai személyek elmondják, hogy „utálják” Japánt. A bocsánatkérésre egy sikeres internetes petíció után került sor, amely szerint a nagy műsorszolgáltató azért készítette a feliratot, hogy fokozza a Korea-ellenes hangulatot a japán közvéleményben. A Fuji TV elmondása szerint a két megkérdezett személy valóban beszélt a Japán iránti ellenszenvéről az interjúkban, azonban véletlenül nem azt a jelenetet adták le, amiben szerepelnek ezek. A műsorszóró elmondása szerint „azért adtuk le a pontatlan jeleneteket, mivel hibáztunk a vágási folyamat alatt, illetve mivel nem ellenőriztük kellőképpen az elkészült anyagot.”

## Televíziós műsorszórás

### Analóg
- 2011. július 24-én, az analóg sugárzás utolsó napján

JOCX-TV – Fuji Television Analog (フジテレビジョン・アナログ)
- Tokyo Tower – 8. adó

### Digitális
JOCX-DTV – Fuji Digital Television (フジデジタルテレビジョン)
- a távirányító 8-as gombja
- Tokyo Skytree – 21. csatorna

### Fiókadók
Alsó-Tokió
- Hacsiódzsi (analóg) – 31. csatorna
- Tama (analóg) – 55. csatorna

Tokió szigetei
- Csicsidzsima (analóg) – 57. csatorna
- Hahadzsima (analóg) – 58. csatorna
- Niidzsima (analóg) – 58. csatorna

Ibaraki prefektúra
- Mito (analóg) – 38. csatorna
- Mito (digitális) – 19. csatorna
- Hitacsi (analóg) – 58. csatorna
- Hitacsi (digitális) – 19. csatorna

Tocsigi prefektúra
- Ucunomija (analóg) – 57. csatorna
- Ucunomija (digitális) – 35. csatorna

Gunma prefektúra
- Maebasi (analóg) – 58. csatorna
- Maebasi (digitális) – 42. csatorna

Szaitama prefektúra
- Csicsibu (analóg) – 29. csatorna
- Csicsibu (digitális) – 21. csatorna

Csiba prefektúra
- Narita (analóg) – 57. csatorna
- Tatejama (analóg) – 58. csatorna
- Csosi (analóg) – 57. csatorna
- Csosi (digitális) – 21. csatorna

Kanagava prefektúra
- Jokoszuka-Kurihama (analóg) – 37. csatorna
- Hiracuka (analóg) – 39. csatorna
- Hiracuka (digitális) – 21. csatorna
- Odavara (analóg) – 58. csatorna
- Odavara (digitális) – 21. csatorna

Okinava prefektúra
- Kita-Daito (analóg) – 46. csatorna
- Minami-Daito (analóg) – 58. csatorna

### Tengerentúli
Amerikai Egyesült Államok (bérelt hozzáférés, bizonyos műsorok)
- San Francisco (Kalifornia) KTSF – 26. csatorna
- New York WMBC-TV – 63. csatorna
- Honolulu (Hawaii) – Nippon Golden Network

## Hálózatok

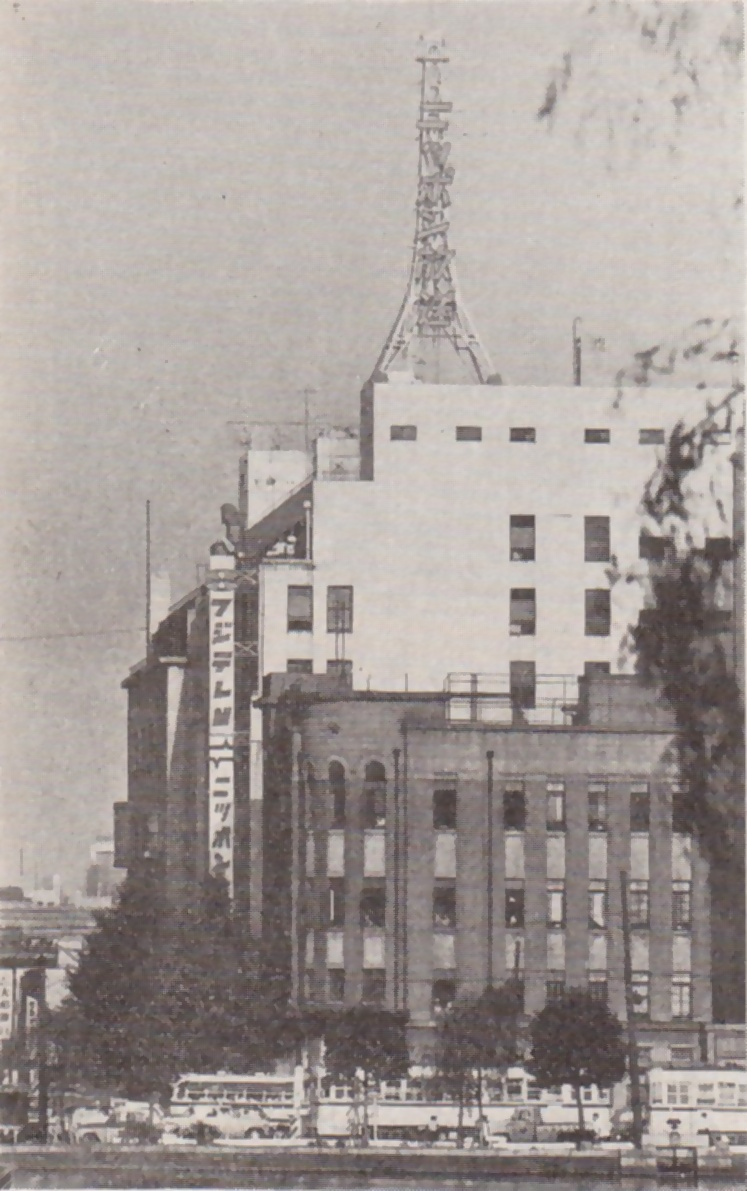
A Fuji TV első székhelye Júraku-csóban, 1961 körül

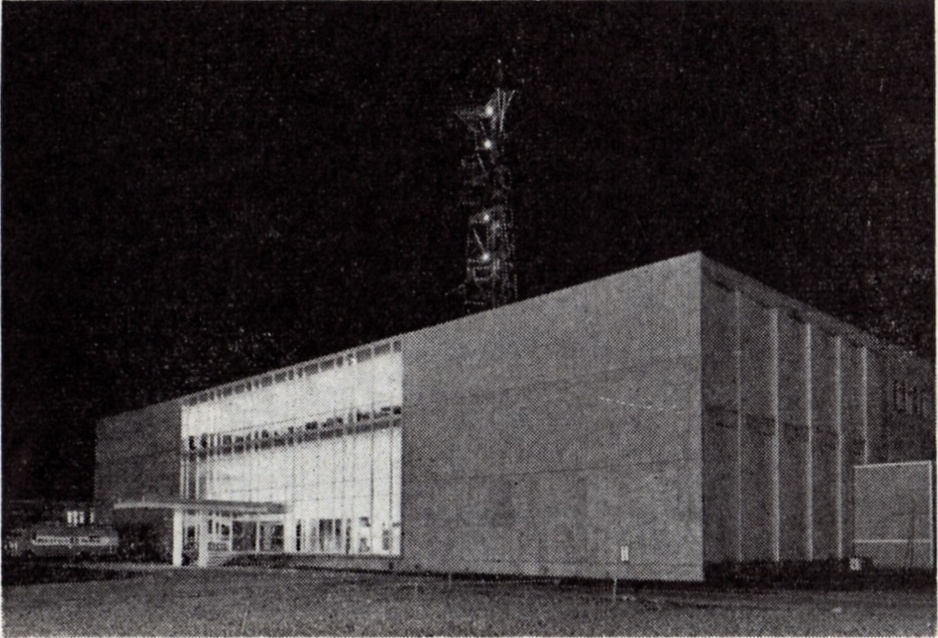
A Fuji TV második székhelye a sindzsukui Kavada-csóban, 1961 körül

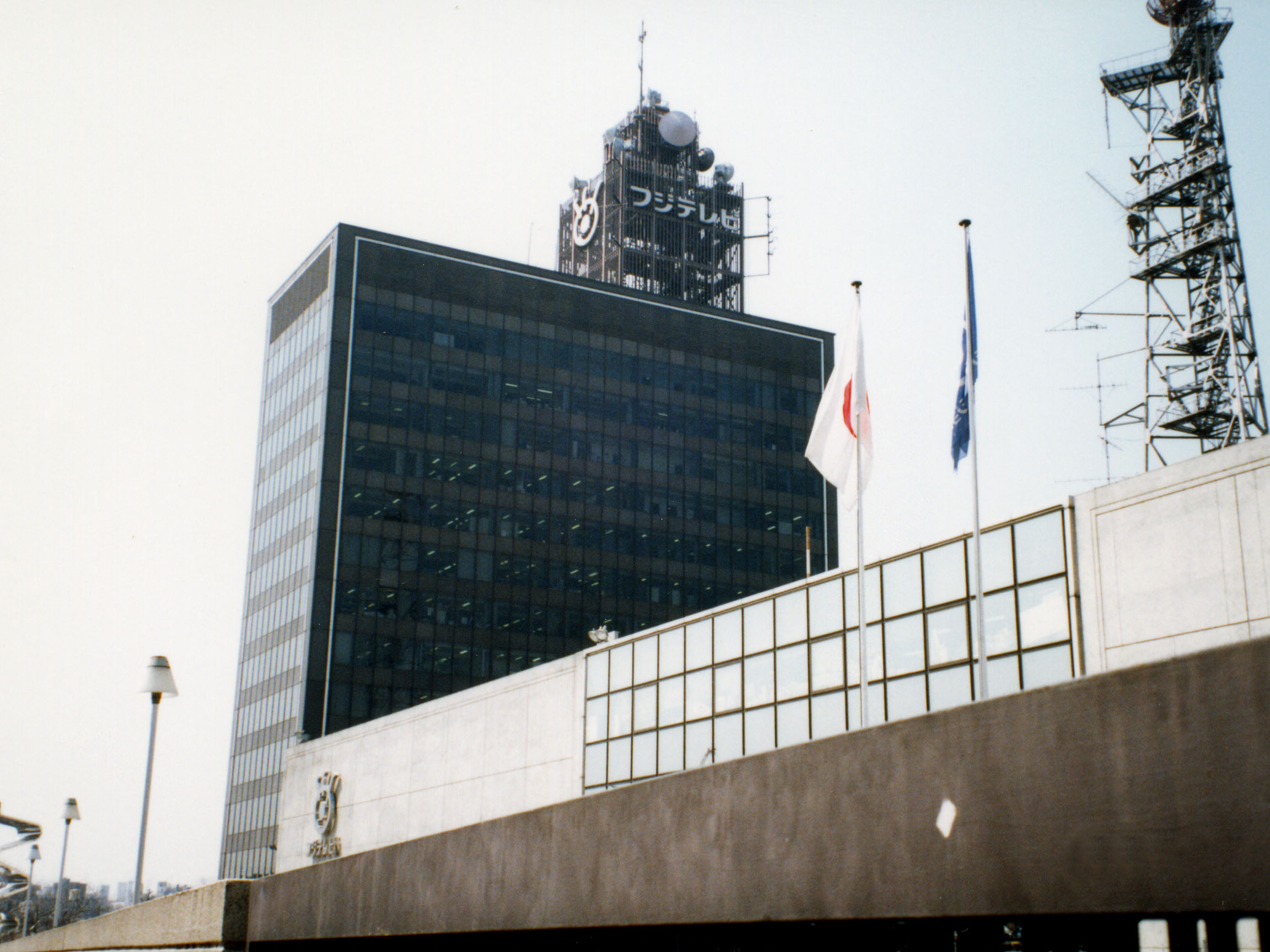
A Fuji TV második székhelye a sindzsukui Kavada-csóban (egy nagyobb épülettel kibővítve), 1991 áprilisában

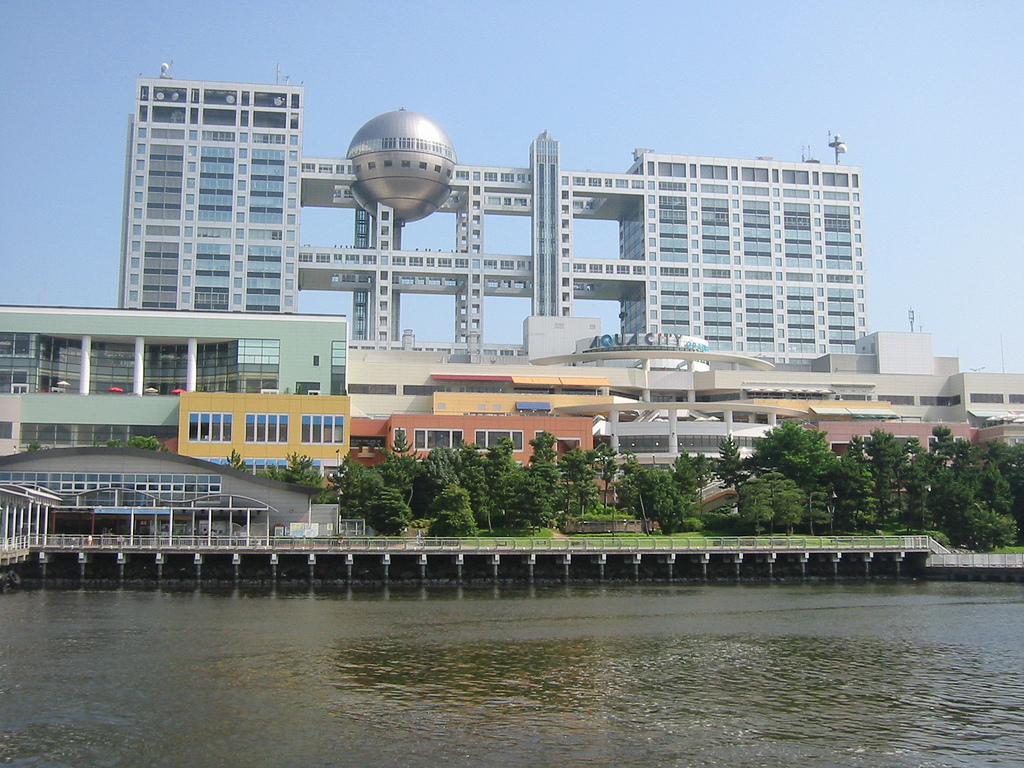
A Fuji TV harmadik és jelenlegi székhelye Odaibában, mely Tange Kenzó egyedi formatervéről ismert

- Oszakai székhelyű, a Kanszai területen sugároz: Kansai TV, analóg 8. csatorna, digitális 17. csatorna [ID: 8]
- Nagojai székhelyű, a Csúkjó területen sugároz: Tokai TV, analóg 1. csatorna, digitális 21. csatorna [ID: 1]
- Szapporói székhelyű, Hokkaidón sugároz: Hokkaido Cultural Broadcasting, analóg 27. csatorna, digitális 25. csatorna [ID: 8]
- Naganói székhelyű, a Nagano prefektúrában sugároz: Nagano Broadcasting Systems, analóg 38. csatorna, digitális 15. csatorna [ID: 8]
- Nahai székhelyű, az Okinava prefektúrában sugároz: Okinawa Television, analóg 8. csatorna, digitális 15. csatorna [ID: 8]

## Műsorai

### Gyermekműsorok
- The Mr. Men Show (2007–2013)
- Oggy és a svábbogarak (1998–napjainkig)
- My Friend Rabbit (2007–napjainkig)
- Tini Nindzsa Teknőcök (ミュータントタートルズ)
- Jimmy Neutron kalandjai (2002–2006)
- Mio Mao (1974–napjainkig)
- Thomas, a gőzmozdony (1990–napjainkig)

### Tokuszacu
- Mirrorman (1971–1972)
- Toei fusigi Comedy sorozat (1981–1993)
- Megaloman (1979)
- Robot Detective K (1973)

### Drámák

#### Japán
- Long Vacation (ロングバケーション?) (1996)
- Furuhata Ninzaburó (古畑任三郎?)
- Odoru daiszószaszen (踊る大捜査線?) (1997)
- With Love (1999)
- Hero (2001)
- Siroi kjotó (白い巨塔?) (2003–2004)
- Waterboys (ウォーターボーイズ?) (2003, 2004)
- Dr. Coto Sinrjodzso (Dr.コトー診療所?)  (2003, 2004)
- Densa otoko (電車男?) (2005)
- Umizaru Evolution (海猿?) (2005)
- Onijome nikki (鬼嫁日記?) (2005)
- 1 Litre no namida (1リットルの涙?) (2005)
- Attention Please (アテンションプリーズ?) (2006)
- Kekkon dekinai otoko (結婚できない男?) (2006)
- Nodame Cantabile (のだめカンタービレ?) (2006)
- Proposal daiszakuszen (プロポーズ大作戦?)  (2007)
- Life (ライフ?)  (2007)
- Hanazakari no kimitacsi e ikemen Paradise (花ざかりの君たちへ イケメン♂パラダイス?)  (2007)
- Galileo (ガリレオ?)  (2007)
- Zettai karesi (2008)
- Sikaotoko aonijosi (鹿男あをによし?)  (2008)
- Last Friends (ラスト・フレンズ?) (2008)
- Bara no nai hanaja (薔薇のない花屋?)  (2008)
- Change (チェンジ?) (2008)
- Taijó to umi no kjósicu (太陽と海の教室?) (2008)
- Innocent Love (イノセント・ラヴ?) (2008)
- Boss (2009,)
- Voice (ヴォイス?) (2009)
- Konkacu! (婚カツ！?) (2009)
- Buzzer Beat (?)  (2009)
- Tokió Dogs (東京DOGS?) (2009)
- Priceless (あるわけねぇだろ,んなもん!?) (2012)
- Biblia kosodó no dzsiken tecsó (ビブリア古書堂の事件手帖?) (2013)
- Galileo 2 (ガリレオ?) (2013)
- Summer Nude (テレビドラマ?) (2013)
- Tatakau! Soten Girl (戦う！書店ガール?) (2015)

#### Dél-koreai műsorok
A Fuji TV 2010 óta dél-koreai doramákat is vetít a Hanrjú Alpha (韓流α; Hepburn: Hanryū Arufa) műsorblokkjában.

### Főzőműsorok
- Séfek harca (1993–1999, 2001-es különadás)

### Hír- és információs műsorok
- Mezamasi TV (めざましテレビ?, ’1994. április–napjainkig’) – reggeli hírműsor
- Tokudane! (情報プレゼンター とくダネ!?, ’1999. április–napjainkig’) – reggeli hírműsor
- FNN Speak (FNNスピーク?, ’1987. október–napjainkig’) – délelőtti hírműsor
- Minna No News (みんなのニュース?, ’2015. április–napjainkig’) – délutáni hírműsor
  - FNN Super Time (FNNスーパータイム?, ’1984. október–1997. március’) – délutáni hírműsor
  - FNN Supernews (FNNスーパーニュース?, ’1998. április–2015. március’) – délutáni hírműsor
- Ashita No News (あしたのニュース?, ’2015. április–napjainkig’) – esti hírműsor
  - FNN Date Line (1987. október–1990. március) – esti hírműsor
  - News Japan (ニュースJAPAN?, ’1994. április–2015. március’) – esti hírműsor
- Kids News – heti gyermekhírműsor

### Sportműsorok
- Sport (すぽると!?)
- Baseball Special: Jakjudo (BASEBALL SPECIAL ～野球道～?, ’a Yomiuri Giants és a Tokyo Yakult Swallows baseballcsapatok mérkőzéseinek közvetítése’)
  - Swallows Baseball Live (a Tokyo Yakult Swallows baseballcsapat mérkőzéseinek közvetítése, műholdas TV (SKY PerfecTV!), Fuji TV One)
- Formula–1 (1987–napjainkig, FNS (vasárnap) és műholdas TV (SKY PerfecTV!) Fuji TV Next (élőben), Fuji TV Two (F1-hétfő)
  - 1987 és 2009 között a Formula–1 japán nagydíj főszponzora
- FIVB Röplabda Világkupa, World Grand Prix
- Lóverseny (みんなのケイバ?)
- K–1 mérkőzések
- Pride Fighting Championships (a szerződés 2006. június 5-én lejárt)
- Dzsúdó világbajnokság
- Nemzetközi Csiba Ekiden
- Műkorcsolya-világbajnokság (a 2003–2004-es szezon óta)
- Japán műkorcsolya-bajnokság (a 2003–2004-es szezon óta)
- Fujisankei Classic
- World Victory Road[8]

### Varieték
- IQ szapuri (脳内エステ IQサプリ?) (vége)
- Trivia no izumi
- The Gaman
- Flyer TV
- Zuiikin’ English
- Mecsa-mecsa iketeru!
- Varatte iitomo! (森田一義アワー 笑っていいとも!?) (1982 október–2014. március)
- Hey! Hey! Hey! Music Champ (1994. október–2012. december)
- Dómoto kjódai (vége)
- Music Fair
- FNS Music Festival
- Idoling!!!
- a-nation 2012[9]

### Valóságshowk
- Ainori (あいのり?, ’1999. október 11–2009. március 23.’)
- VivaVivaV6 (2001. április–napjainkig)
- Magic Revolution (2004–napjainkig)
- Game Center CX (2003–napjainkig)

### Vetélkedők
- Brain Wall (a Kalandra fal! japán változata)
- Quiz $ Millionaire (a Legyen Ön is milliomos! japán változata; 2000. április–2007. március)
- Vs. Arasi (2008. április–napjainkig)
- The Weakest Link (2002. április–szeptember)
- Bruce Forsyth’s Play Your Cards Right (1980–2003)
- Minute to Win It (2013)